# Carmen Martínez Sierra

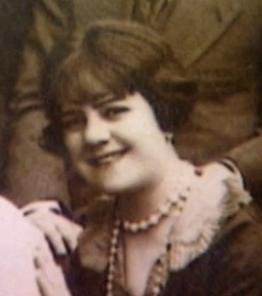
Carmen Martínez Sierra, etwa 1920

Carmen Martínez Sierra (* 3. Mai 1904 in Madrid, Spanien; † 6. November 2012 ebenda) war eine spanische Opernsängerin (Mezzosopran) und Schauspielerin.

## Leben
Martínez Sierra begann ihre Bühnenkarriere 1920; als Opernsängerin des Faches Mezzosopran war sie bis zu den 1960er Jahren in zahlreichen Klassikern der Opernbühne zu sehen. Neben dem Tenor Alfredo Kraus spielte sie in Rigoletto, Madama Butterfly und Cavalleria rusticana. 1957 begann sie eine zweite Karriere als Filmschauspielerin, die sie vor allem in den 1970er Jahren in zahlreichen Publikumserfolgen auftreten ließ und während der sie mit spanischen Regisseuren wie Basilio Martín Patino, Juan de Orduña, Pedro Masó, Pedro Lazaga und Antonio Mercero zusammenarbeiten ließ. Daneben war sie auf Theaterbühnen wie dem Teatro Espanol in der Hauptstadt ihres Heimatlandes zu sehen. Ihre bekanntesten Rollen waren in La casa de los Martínez, der Sitcom Yo vuelvo und in Werbespots für Telefónica.